# Campeonato Europeu de Atletismo em Pista Coberta de 2017 - Salto em distância masculino
A prova do salto em distância masculino do Campeonato Europeu de Atletismo em Pista Coberta de 2017 foi disputada entre os dias 3 e 4 de março de 2017 na Arena Kombank em Belgrado,  na Sérvia. 

## Recordes
Antes desta competição, os recordes mundiais e do campeonato nesta prova eram os seguintes:
|                       | Nome            | Nacionalidade  | Distância | Local       | Data                  |
| --------------------- | --------------- | -------------- | --------- | ----------- | --------------------- |
| Recorde mundial       | Carl Lewis      | Estados Unidos | 8m 79cm   | Nova Iorque | 27 de janeiro de 1984 |
| Recorde do campeonato | Sebastian Bayer | Alemanha       | 8m 71cm   | Turim       | 8 de março de 2009    |
| Recorde europeu       | Sebastian Bayer | Alemanha       | 8m 71cm   | Turim       | 8 de março de 2009    |

## Medalhistas
| Ouro                | Prata                | Bronze                 |
| Izmir Smajlaj (ALB) | Michel Tornéus (SWE) | Serhiy Nykyforov (UKR) |

## Cronograma
Todos os horários são locais (UTC+2).
| Data       | Hora  | Evento       |
| ---------- | ----- | ------------ |
| 3 de março | 9:40  | Qualificação |
| 4 de março | 19:32 | Final        |

## Resultados

### Qualificação
Qualificação: 7,90m (Q) ou os 8 melhores qualificados (q).
| Posição | Atleta                  | Nacionalidade | #1   | #2   | #3   | Resultados | Notas                |
| ------- | ----------------------- | ------------- | ---- | ---- | ---- | ---------- | -------------------- |
| 1       | Serhiy Nykyforov        | Ucrânia       | 7.65 | 8.18 |      | 8.18       | Q                    |
| 2       | Lazar Anić              | Sérvia        | 7.65 | 7.98 |      | 7.98       | Q,                   |
| 3       | Izmir Smajlaj           | Albânia       | 7.98 |      |      | 7.98       | Q,                   |
| 4       | Michel Tornéus          | Suécia        | 7.96 |      |      | 7.96       | Q,                   |
| 5       | Filippo Randazzo        | Itália        | 7.72 | 7.89 | x    | 7.89       | q                    |
| 6       | Julian Howard           | Alemanha      | 7.85 | 7.88 | x    | 7.88       | q                    |
| 7       | Tomasz Jaszczuk         | Polónia       | 7.74 | 7.78 | x    | 7.78       | q                    |
| 8       | Elvijs Misāns           | Letônia       | 7.52 | 7.72 | 7.71 | 7.72       | q                    |
| 9       | Eusebio Cáceres         | Espanha       | 7.72 | 7.59 | 7.33 | 7.72       |                      |
| 10      | Andrew Howe             | Itália        | 7.71 | x    | 6.19 | 7.71       |                      |
| 11      | Lamont Marcell Jacobs   | Itália        | 7.40 | 7.70 | 7.62 | 7.70       |                      |
| 12      | Dan Bramble             | Reino Unido   | x    | 7.64 | x    | 7.64       |                      |
| 13      | Benjamin Gföhler        | Suíça         | 7.60 | 7.56 | 7.63 | 7.63       |                      |
| 14      | István Virovecz         | Hungria       | 7.46 | 7.25 | 7.59 | 7.59       |                      |
| 15      | Vladyslav Mazur         | Ucrânia       | 7.43 | 7.58 | 7.34 | 7.58       |                      |
| 16      | Kanstantsin Barycheuski | Bielorrússia  | 7.50 | x    | x    | 7.50       |                      |
| 17      | Henrik Kutberg          | Estónia       | x    | 7.34 | 7.49 | 7.49       |                      |
| 18      | Strahinja Jovančević    | Sérvia        | 7.47 | 7.45 | x    | 7.47       | Recorde da temporada |
| 19      | Marcos Chuva            | Portugal      | x    | x    | x    | NM         |                      |
| 20      | Bachana Khorava         | Geórgia       |      |      |      | DNS        |                      |

### Final
A final foi realizada às 19:32 no dia 4 de março de 2017.  
| Posição           | Atleta           | Nacionalidade | #1   | #2   | #3   | #4   | #5   | #6   | Resultados | Notas                |
| ----------------- | ---------------- | ------------- | ---- | ---- | ---- | ---- | ---- | ---- | ---------- | -------------------- |
| Medalha de ouro   | Izmir Smajlaj    | Albânia       | 7.81 | 8.02 | x    | 6.58 | x    | 8.08 | 8.08       | Recorde nacional     |
| Medalha de prata  | Michel Tornéus   | Suécia        | 8.08 | x    | x    | x    | 7.94 | 7.98 | 8.08       | Recorde da temporada |
| Medalha de bronze | Serhiy Nykyforov | Ucrânia       | 8.01 | 7.92 | x    | 8.07 | 8.02 | 7.77 | 8.07       |                      |
| 4                 | Tomasz Jaszczuk  | Polónia       | 7.98 | 7.82 | x    | x    | 7.65 | 7.81 | 7.98       | Recorde pessoal      |
| 5                 | Julian Howard    | Alemanha      | x    | x    | x    | 7.94 | x    | 7.97 | 7.97       |                      |
| 6                 | Lazar Anić       | Sérvia        | 7.45 | x    | 7.90 | 7.68 | x    | x    | 7.90       |                      |
| 7                 | Filippo Randazzo | Itália        | 7.33 | x    | 7.77 | x    | x    | 7.60 | 7.77       |                      |
| 8                 | Elvijs Misāns    | Letônia       | x    | x    | x    | x    | x    | x    | NM         |                      |

Legenda
| Recorde mundial       | Recorde mundial (World record)               |                       | Recorde africano                      | Recorde africano (African) |                                           | Q | Classificado por posição (Qualified) |
| Recorde do campeonato | Recorde do campeonato (Championship record)  | Recorde da América    | Recorde da América (Americas)         | q                          | Classificado por melhor tempo (Qualified) |   |                                      |
| Melhor marca do ano   | Melhor marca do ano (World leading)          | Recorde asiático      | Recorde asiático (Asian)              | DNS                        | Não largou (Did not start)                |   |                                      |
| Recorde nacional      | Recorde nacional (National record)           | Recorde europeu       | Recorde europeu (European)            | DNF                        | Não terminou (Did not finish)             |   |                                      |
| Recorde pessoal       | Recorde pessoal do atleta (Personal best)    | Recorde da Oceania    | Recorde da Oceania (Oceania)          | DSQ / DQ                   | Desclassificado (Disqualified)            |   |                                      |
| Recorde da temporada  | Recorde da temporada do atleta (Season best) | Recorde sul-americano | Recorde sul-americano (South America) | NM                         | Sem marca (No mark)                       |   |                                      |